# Stenanthemum sublineare
Stenanthemum sublineare är en brakvedsväxtart som beskrevs av Barbara Lynette Rye. Stenanthemum sublineare ingår i släktet Stenanthemum och familjen brakvedsväxter. Inga underarter finns listade i Catalogue of Life.